# 9×19 mm Parabellum
9×19mm Parabellum (skraćeno 9mm, 9×19mm ili 9×19) je metak kojeg je dizajnirao Georg Luger, a njemački proizvođač Deutsche Waffen und Munitionsfabriken (DWM) ga je uveo za svoj poluautomatski pištolj Luger. Zbog ovog razloga je nazvan 9mm Luger/9mm Luger +P. Pod STANAG-om 4090, to je standardni metak za NATO-ove snage, također i za mnoge države koje nisu članice NATO-a. 
Ime Parabellum je izvedeno iz latinskog: Si vis pacem, para bellum ("Ako želiš mir, pripremi se za rat"), to je moto DWM-a.
Prema izdanju iz 2006. od Meci svijeta (Cartridges of the World), 9×19mm Parabellum je najpopularniji, najpoznatiji i najviše korišteni vojni pištoljski metak. 60% policije u SAD-u ga koristi, Newsweek kreditira prodaje pištolja s time da poluautomatski pištolji budu više popularni nego revolveri.

## Povijest
Georg Luger je razvio metak 9×19mm Parabellum iz svojeg ranijeg 7.65×21mm Parabelluma/Lugera. Luger je izveo 7.65mm Parabellum iz izvornog 7.65×25mm Borchadta s ciljem da unaprijedi pištolj C-93. Skraćivanjem duljine čahure je omogućavalo poboljšanje dizajna prijelazne brave i gradnju manje, zakrivljene, te ugodnije drške pištolja. Prvotni metak 9mm je bio kreiran tako da se uklonio bočasti vrat čahure metka 7.65mm Luger što je rezultiralo u sužavanju ušiljenosti metka bez prirubnika.
1902., Luger je predstavio novi metak britanskom odboru za vatreno oružje (British Small Arms Committee) isto kao i tri prototipa verzije američke vojske za testiranje u oružarnici Springfield tijekom sredine 1903. Njemačka mornarica je usvojila metak 1904., a 1906. ga je prihvatila i kopnena vojska. Šiljasti luk metka bio je nešto malo redizajniran tijekom 1910-ih da bi se poboljšalo pohranjenje u spremniku oružja.
Za uštedu olova tijekom Drugog svjetskog rata u Njemačkoj, olovna jezgra je zamijenjena željeznom jezgrom obloženom olovom. Ovaj metak, identificiran kao metak s crnom jaknicom/košuljicom je imao oznaku 08 mE (mit Einsenkern – "sa željeznom jezgrom"). Do 1944., crna jaknica metka 08 mE je odbačena i ovi metci su proizvođeni s normalnim bakrenim košuljicama. Još jedna inačica ratnog vremena 08 sE (Sintereisen – "sinterirano željezo") mogla se prepoznati po svojoj tamno-sivoj jaknici, te je bila stvorena komprimiranjem željeznog baruta na visokoj temperaturi u solidni materijal.

## Popularnost
Nakon Prvog svjetskog rata, prihvaćanje ovog kalibra je porasla. Mnogi policijski i vojni korisnici iz raznih država su usvojili devet-milimetarske pištolje i kratke strojnice. 9×19mm Parabellum je postao najpopularniji kalibar američkih zakonskih agencija, najviše zbog dostupnosti kompaktnih pištolja s velikim kapacitetom šaržera/spremnika koji koriste ovaj metak.
Diljem svijeta, jedan je od najomiljenijih pištoljskih metaka gdje je legalno, (neke države zabranjuju civilno korištenje oružja kalibriranih za trenutne ili bivše vojne metke) i metci u ovom kalibru su općenito dostupni bilo gdje gdje se prodaje pištoljsko streljivo.
Od ranih 80-ih do sredine 90-ih, postojalo je oštro povećanje u popularnosti poluautomatskih pištolja koji su podudarali s usvojenjem pištolja Smith & Wesson M39 u državnoj policiji Illinoisa 1968. i Berette M9 (vojna verzija Berette 92F/FS) u američkoj vojsci 1985. Ranije, većini policijskih odjela/departmana su bili izdani revolveri kalibra .38 Special s kapacitetom šest metaka. .38 Special je bio preferiran drugim oružjima kao što su varijante pištolja M1911 zato što je imao mali trzaj tijekom paljbe, bio je lagan i dovoljno malen za prilagodbu različitim strijelcima, a bio je i relativno jeftin.
9mm je balistički superiorniji nad revolverskim .38 Special, sveukupno je kraći i pošto je metak samopunećih oružja, pohranjen je u ravnim šaržerima, za razliku od cilindričnih brzopunjača (speedloader). Ovo, spareno s pojavom tzv. "čudesnih devetki" je dovelo do toga da mnogi američki policijski odjeli razmjene svoje revolvere za neke poluautomatske pištolje kalibra 9mm do 80-ih.

## Dimenzije metka
Čahura metka 9×19mm Parabellum ima kapacitet od 0.86 ml (0.862 cm3).
Metak ulazi u cijev oružja do vrata čahure. Najčešći okretaj užljebljenja/kaneliranja je 250 mm, 6 žljebova. Vrsta fitilja/upaljača (primer) je Boxer 4.4 ("Small Pistol"), neki su primjerci u prošlosti imali Berdan. 
Sudeći prema C.I.P.-ovim (Commission Internationale Permanente Pour L'Epreuve Des Armes A Feu Portatives) smjernicama, 9×19mm Parabellum može izdržati do 235 MPa. Prazna čahura teži oko 4 grama. 